# بخش اوکدورف
بخش اوکدورف یکی از بخشهای ایالت لوسرن  در کشور سوئیس است.